# Александров, Петр (футболист)
Петр Александров (болг. Петър Александров; род. 7 декабря 1962, Карлово, Пловдивская область) — болгарский футболист, выступавший на позиции нападающего за сборную Болгарии. Ныне футбольный тренер.

## Клубная карьера
Родившийся в Карлове Петр Александров начинал свою карьеру в местной команде «Левски». С 1982 по 1989 год он играл за софийскую «Славию». В 1989 году Александров перешёл в бельгийский «Кортрейк», в 1990 году — в немецкий «Энерги Коттбус», а в 1991 году — в швейцарский «Арау». В составе швейцарской команды он стал в 1993 году чемпионом страны, забив в рамках лиги 19 мячей, в том числе сделав покер в гостевом поединке против клуба «Янг Бойз».
В 1994 году Александров провёл ряд матчей за софийский «Левски», но вскоре вернулся в Швейцарию, став футболистом «Ксамакса». По итогам сезона 1994/1995 болгарский форвард стал с 24 голами лучшим бомбардиром чемпионата Швейцарии и был признан лучшим иностранным футболистом года в стране. Среди прочего он записал на свой счёт хет-трик в домашней игре с «Базелем» и покер в домашнем матче с «Лугано». В 1995 году Александров перешёл в «Люцерн», в составе которого также стал с 19 мячами лучшим бомбардиром чемпионата Швейцарии в сезоне 1995/96.
Впоследствии болгарин выступал за швейцарские «Баден» и «Арау», а также клубы низших швейцарских лиг, после чего завершил свою карьеру футболиста.

## Карьера в сборной
10 сентября 1986 года Петр Александров дебютировал за сборную Болгарии в гостевом матче отборочного турнира чемпионата Европы 1988 против Шотландии, выйдя в основном составе. Спустя полтора месяца он забил свой первый гол за национальную команду, открыв счёт в гостевой товарищеской игре с Тунисом.
Форвард был включён в состав сборной Болгарии на чемпионат мира по футболу 1994 года в США, но на поле в рамках турнира так и не вышел.

## Достижения

### Клубные
«Славия» София
- Обладатель Балканский кубка (2): 1986, 1988

«Арау»
- Чемпион Швейцарии: 1992/93

«Левски»
- Чемпион Болгарии: 1993/94
- Обладатель Кубка Болгарии: 1993/94

### Индивидуальные
- Орден «Стара-планина» II степени (20 июля 1994 года)[8]
- Почётный гражданин Софии
- Лучший бомбардир чемпионата Швейцарии (2): 1994/95 (24 гола), 1995/96 (19 голов)